# Pobedény
Pobedény (szlovákul Pobedim) község Szlovákiában, a Trencséni kerületben, a Vágújhelyi járásban.

## Fekvése
Vágújhelytől 15 km-re délre terül el.

## Története
A mai község területén már az újkőkorszakban emberi település állt. Később a lausitzi kultúra, majd a La Tène-kultúra népe élt itt. A római korban barbár, majd a 8. századtól korai szláv település feküdt a helyén.
A mai település 1392-ben "Pododyn" néven bukkan fel először. 1439-ben "Pobedin", 1532-ben "Pobeczin" néven szerepel. A csejtei váruradalom része volt, majd 1414-ban Stiborici Stibor az újonnan alapított vágújhelyi prépostságnak adta, akik a jobbágyság megszűnéséig maradtak a birtokosai. A 17.-18. században habán kézművesek telepedtek le a községben. 1715-ben 42 jobbágy és 21 zsellér háztartása volt. 1787-ben 102 házában 845 lakos élt. 1828-ben 142 háza volt 996 lakossal. Lakói főként mezőgazdaságból éltek.
Vályi András szerint „POBJEDIN. Tót falu Nyitra Vármegyében, határja ollyan, mint Patvaróczé, második osztálybéli.”
Fényes Elek szerint „Podebim, tót falu, Nyitra vmegyében, Csejthétől délre 1 1/2 órányira. – Lakja 1030 kath., 10 zsidó. Kath. paroch. templom. Határa részint dombos, részint róna és termékeny. Erdeje, malma, rétjei igen jók. F. u. a vágh-ujhelyi prépost. Ut. postája Galgócz.”
A trianoni békeszerződésig Nyitra vármegye Vágújhelyi járásához tartozott.

## Népessége
| Év:            | 1994. | 2004.   | 2014.   | 2024.   |
| -------------- | ----- | ------- | ------- | ------- |
| Emberek száma: | 1231  | 1218    | 1177    | 1111    |
| Eltérés:       |       | -1,05 % | -3,36 % | -5,60 % |

| Év:            | 2023. | 2024.   |
| -------------- | ----- | ------- |
| Emberek száma: | 1128  | 1111    |
| Eltérés:       |       | -1,50 % |

1910-ben 1109, túlnyomórészt szlovák anyanyelvű lakosa volt.
2001-ben 1221 lakosából 1166 szlovák volt.
2011-ben 1189 lakosából 1125 szlovák volt.
2021-ben 1158 lakosából 1107 szlovák, 3 (+6) cigány, (+1) ruszin, 7 egyéb és 41 ismeretlen nemzetiségű volt.

## Neves személyek
- Itt született 1910-ben Jozef Feranec besztercebányai püspök
- Itt született 1929-ben Jaroslav Pogran szlovák rendező.
- Itt született 1941-ben Ján Veizer kanadai geokémikus, professzor
- Itt szolgált Ján Hollý (1785-1849) szlovák költő és műfordító.
- Itt szolgált Reviczky Bertalan (1850-1925) plébános, helytörténész.
- Itt szolgált Sándorfi Ede (1869-1936) római katolikus pap.

## Nevezetességei
- Római katolikus temploma 1674-ben épült barokk stílusban, 1923-ban bővítették.
- A habán malom 18. századi barokk stílusú.
- Klasszicista plébániája a 19. század első felében épült.